# Quang Hà
Vũ Hoàng Hà (sinh ngày 19 tháng 1 năm 1981 tại Hà Nội), thường được biết đến với nghệ danh Quang Hà là một nam ca sĩ Việt Nam. Quang Hà được khán giả biết đến với ca khúc Cô bé mắt nai, Những ngọn nến trong đêm và Ngỡ.

## Thân thế và sự nghiệp
Quang Hà sinh ra trong một gia đình có truyền thống âm nhạc, bố là nghệ sĩ chơi cello và sáng tác, chị gái chơi piano. Từng sinh hoạt văn nghệ thường xuyên ở cung thiếu nhi Hà Nội và Nhà Văn hóa Thiếu nhi quận Ba Đình và thường xuyên được tham gia trong các chương trình bông hoa nhỏ của Đài phát thanh - truyền hình Hà Nội. Năm 2000 thì Quang Hà bắt đầu chính thức theo đuổi con đường ca hát chuyên nghiệp.
Tháng 6 năm 2003, Quang Hà quyết định vào Miền Nam sinh sống và lập nghiệp. Tham gia rất nhiều các chương trình của Thành phố Hồ Chí Minh và các chương trình của Đài Truyền hình Thành phố Hồ Chí Minh cũng như các tỉnh phía Nam, Quang Hà dần khẳng định tên tuổi của mình và chiếm được rất nhiều tình cảm của khán giả Miền Nam và các khán giả Miền Tây.
Để kỷ niệm 10 năm sự nghiệp, nam ca sĩ chọn hướng đi mới trong âm nhạc: tinh tế sang trọng và trữ tình hơn, Quang Hà đã tổ chức đêm nhạc chủ đề "Quang Hà - Hà Nội trong tôi". Đêm nhạc diễn ra trực tiếp tại Nhà hát thành phố Hồ Chí Minh và truyền hình trực tiếp trên kênh VTV9, với sự tham gia của các ca sĩ khác như Thanh Lam, Quang Dũng, Tùng Dương, Hiền Thục,nhạc sĩ Nguyễn Ánh 9, Nguyễn Sang
Năm 2016, Quang Hà cho ra mắt phim truyện Phật Giáo "Nhân Quả Cuộc Đời 2 - Báo Ứng", nhận được sự quan tâm của khán giả, nam ca sĩ tiếp tục cho ra mắt MV Sứ Giả Như Lai là nhạc phim được yêu thích từ bộ phim trên.
Tháng 9/2019, ca sĩ Quang Hà cùng ekip đã tổ chức Liveshow "Không thể thay thế" nhân dịp kỷ niệm 19 năm ca hát của anh tại Thủ đô Hà Nội.
Được biết, lý do Quang Hà chọn Hà Nội làm điểm dừng chân cho liveshow lần này là vì nam ca sĩ từng sống với thủ đô, rồi cách xa mảnh đất ân tình này. "Chính Hà Nội đã cho tôi tìm thấy niềm đam mê ca hát, để rồi thăng hoa với nó suốt hàng chục năm qua. Lần trở lại này, bằng tâm hồn của một người con xa quê, tôi tin mình cùng các đồng nghiệp sẽ mang đến cho khán giả những cung bậc cảm xúc rất riêng" – Quang Hà nói.
Sau 20 năm ca hát, thời điểm hiện tại Quang Hà luôn là gương mặt được các bầu show săn đón. Tuy nhiên, không phải đêm nhạc nào anh cũng nhận lời đi diễn. Quang Hà luôn biết khắt khe, dễ dãi từng thời điểm để giữ giá cát-xê sau nhiều năm đi hát.
Năm 2022, nam ca sĩ Quang Hà tiếp tục tổ chức liveshow mang tên "Đánh Thức Tình Yêu". Đặc biệt, đêm nhạc có sự xuất hiện của nữ ca sĩ Siu Black, cô đã đến ủng hộ đàn em thân thiết.
Trước đó, Nam ca sĩ cũng cho ra mắt MV ca nhạc "Ngoại Tình" - sáng tác bởi Khắc Việt, đạo diễn MV Phan Nguyên.

## Tranh cãi
Quang Hà từng gây ra tranh cãi lớn về quyền sở hữu tác phẩm, trong đó vào ngày 25 tháng 6 năm 2019, ca khúc "Ai rồi cũng sẽ khác" do nhạc sĩ Phúc Trường sáng tác và thể hiện bởi chính anh đã bị tố có giai điệu và phần beat giống đến 80% bài Day By Day  của nhóm nhạc K-pop T-ara.
Ngay sau khi MV "Ai rồi cũng sẽ khác" công chiếu trên Youtube, có không ít cư dân mạng và đặc biệt là fan của T-ara tại Việt Nam bức xúc và chỉ trích Quang Hà và nhạc sĩ Phúc Trường. Sau vài ngày giữ im lặng trước loạt chỉ trích mình đạo nhái trắng trợn, Phúc Trường lên tiếng phủ nhận nhưng tiếp tục gây phẫn nộ với lời lẽ nặng nề. Một bộ phận cư dân mạng yêu cầu Phúc Trường và Quang Hà phải xin lỗi FC của T-ara.
Về phần Quang Hà, nam ca sĩ cho biết anh và ê kíp đã thay đổi bản gốc của "Ai rồi cũng sẽ khác" thành bản phối mới của nhạc sĩ Tâm Vinh, sau đó tiếp tục lưu hành. Động thái này là cách thể hiện sự trách nhiệm của Quang Hà và phần nào xoa dịu dư luận. Chiều 4 tháng 7, khi được nghe lại cả hai ca khúc thì Quang Hà nhận lỗi sai của mình. Bên cạnh đó, nam ca sĩ và ê-kíp khẳng định đây không phải là chiêu trò hay tạo scandal gây chú ý. Đúng như lời nói của Quang Hà, anh đã cho hạ MV hơn 3 triệu lượt xem xuống khỏi kênh YouTube cá nhân, đồng thời cũng gỡ ca khúc khỏi một nền tảng nghe nhạc trực tuyến lớn của Việt Nam.

## Album đã phát hành
- 2003: Con đường thênh thang (Vol 1)
- 2004: Nếu còn trở lại (Vol 2)
- 2005: Bướm trắng (Vol 3)
- 2006: Quang Hà 2006 (Vol 4)
- 2006: Xa mặt cách lòng
- 2007: Single Định Mệnh 2
- 2007: Cỏ úa (Vol 5)
- 2008: Khúc Thụy Du (Vol 6)
- 2009: Ngỡ (Vol 7)

...

## MV Quang Hà
- Ngỡ
- Nhiều Lúc
- Hối Hận Muộn Màng
- Trăm Năm Không Quên
- Anh Không Hiểu
- 1 2 3 Chia Đôi Lối Về
- Cơn Mưa Mùa Đông
- Nhớ
- Nhớ Làm Gì Một Người Như Anh
- Tìm Về Nơi Trú Mưa
- Nhớ Mong Em Từng Đêm

...